# Vlag van Hengelo (Overijssel)

De vlag van de gemeente Hengelo

Officieuze vlag van Hengelo
(tot 1969)

De vlag van Hengelo werd op 18 november 1969 als gemeentelijke vlag aangesteld door de gemeenteraad van de Overijsselse gemeente Hengelo. Tot de aanstelling van deze vlag gebruikte de gemeente een blauw-witte vlag van twee banen van gelijke hoogte. Deze vlag is echter nooit officieel aangesteld als gemeentelijke vlag.
De vlag is blauw met een golvende witte balk van de bovenkant van de broekingzijde naar de onderkant van de vluchtzijde. Halverwege golft de balk nog een keer richting broekingzijde. Deze schuine balk komt ook voor in het gemeentelijk wapen.
De gemeentevlag was volledig in ongebruik geraakt tot gemeenteraadslid Ben van Veen de vlag herontdekte en gesteund door winkeliers en burgers eerherstel voor het dundoek wist te bewerkstelligen. Sinds 2016 is de vlag weer in het straatbeeld te herkennen.

## Verwante afbeelding

Wapen van Hengelo (Overijssel)

Almelo 
· Borne 
· Dalfsen 
· Deventer 
· Dinkelland 
· Enschede 
· Haaksbergen 
· Hardenberg 
· Hellendoorn 
· Hengelo 
· Hof van Twente 
· Kampen 
· Losser 
· Oldenzaal 
· Olst-Wijhe 
· Ommen 
· Raalte 
· Rijssen-Holten 
· Staphorst 
· Steenwijkerland 
· Tubbergen 
· Twenterand 
· Wierden 
· Zwartewaterland 
· Zwolle